# NGC 6930
NGC 6930 = IC 1326 ist eine Balken-Spiralgalaxie vom Hubble-Typ SBab im Sternbild Delphin am Nordsternhimmel. Sie ist schätzungsweise 218 Millionen Lichtjahre von der Milchstraße entfernt.
Das Objekt wurde am 15. August 1863 von dem deutschen Astronomen Albert Marth entdeckt.